# 菲律宾大锉蛤
菲律宾大锉蛤（学名：Acesta philippinensis），是狐蛤科大锉蛤属的一种。主要分布于中国大陆、台湾，常栖息在潮下带水深150－200米泥沙底。